# 张洪祥
张洪祥（1940年10月—），男，湖北枣阳人，中华人民共和国政治人物。

## 生平
1964年毕业于华中师范学院化学系。1978年至1991年，历任安陆县委副书记、县长，孝感地委副书记、书记、行署专员。1991年至1994年，任中共湖北省委秘书长。1994年9月，任湖北省人民政府副省长。2001年2月改任湖北省人大常委会副主任。2006年1月辞任。